# David Karako
David Karako (11. února 1945, Jaffa – 4. května 2025) byl izraelský fotbalista, obránce. Po skončení aktivní kariéry působil jako trenér.

## Fotbalová kariéra
V izraelské lize hrál za Maccabi Tel Aviv FC, Bejtar Jeruzalém FC a Hapoel Yehud FC. S Maccabi Tel Aviv vyhrál třikrát ligu a čtyřikrát izraelský fotbalový pohár a v letech 1969 a 1971 i asijskou ligu mistrů. V roce 1976 vyhrál izraelský fotbalový pohár i s Bejtarem Jeruzalém. Za reprezentaci Izraele nastoupil v letech 1968–1972 ve 12 utkáních. Byl členem izraelské reprezentace na Mistrovství světa ve fotbale 1970, ale v utkání nenastoupil a zůstal mezi náhradníky. Byl členem izraelské fotbalové reprezentace na LOH 1968 v Mexiku, nastoupil v utkání proti Maďarsku.

## Ligová bilance
| Ročník                                | Zápasy | Góly | Klub                |
| ------------------------------------- | ------ | ---- | ------------------- |
| 1. izraelská fotbalová liga 1963/1964 | 22     | 7    | Maccabi Tel Aviv FC |
| 1. izraelská fotbalová liga 1964/1965 | 27     | 4    | Maccabi Tel Aviv FC |
| 1. izraelská fotbalová liga 1965/1966 | 28     | 1    | Maccabi Tel Aviv FC |
| 1. izraelská fotbalová liga 1966/1967 | 18     | 2    | Maccabi Tel Aviv FC |
| 1. izraelská fotbalová liga 1967/1968 | 31     | 0    | Maccabi Tel Aviv FC |
| 1. izraelská fotbalová liga 1968/1969 | 26     | 2    | Maccabi Tel Aviv FC |
| 1. izraelská fotbalová liga 1969/1970 | 29     | 0    | Maccabi Tel Aviv FC |
| 1. izraelská fotbalová liga 1970/1971 | 18     | 0    | Maccabi Tel Aviv FC |
| 1. izraelská fotbalová liga 1971/1972 | 20     | 4    | Maccabi Tel Aviv FC |
| 1. izraelská fotbalová liga 1972/1973 | 9      | 1    | Maccabi Tel Aviv FC |
| 1. izraelská fotbalová liga 1973/1974 | 26     | 4    | Maccabi Tel Aviv FC |
| 1. izraelská fotbalová liga 1974/1975 | 19     | 0    | Maccabi Tel Aviv FC |
| 1. izraelská fotbalová liga 1975/1976 | 33     | 1    | Bejtar Jeruzalém FC |
| 1. izraelská fotbalová liga 1976/1977 | -      | -    | Hapoel Jehud FC     |
| 1. izraelská fotbalová liga 1977/1978 | -      | -    | Hapoel Jehud FC     |
| 1. izraelská fotbalová liga 1978/1979 | -      | -    | Hapoel Jehud FC     |
| 1. izraelská fotbalová liga 1979/1981 | -      | -    | Hapoel Jehud FC     |
| CELKEM 1. liga                        | -      | -    |                     |